# Erkennungsmarke
Eine Erkennungsmarke ist eine teilbare oder zweiteilige Metallmarke, die vor allem zur Identifizierung toter Soldaten dienen soll. Auf ihr ist häufig eine Personenkennziffer, ein Landeskennzeichen und die Blutgruppe eingeprägt. Weitere Prägungen wie Rhesusfaktor, Religion oder Impfstatus können hinzukommen. Die Erkennungsmarke wird in der Regel an einer Halskette getragen. Wird der Träger der Marke getötet, soll der Finder einen Teil der Marke mitführen, um später den Tod dokumentieren zu können. Der andere Teil wird bei der Leiche belassen, so dass diese später identifiziert werden kann. Beide Teile der Erkennungsmarke sind grundsätzlich mit identischen Daten versehen. Handelt es sich um eine teilbare Marke, ist diese meist in der Mitte mit einer Sollbruchstelle versehen. Bevor Erkennungsmarken eingeführt wurden, trugen Soldaten beispielsweise eine Kapsel bei sich, worin ein Legitimationsblatt wettergeschützt aufbewahrt wurde.
Ein Soldat trägt die Erkennungsmarke grundsätzlich im Gefechtsdienst. Ausgenommen können Tätigkeiten sein, wo ein Tragen der Marke mit Verletzungsgefahr verbunden ist, und beim Sport.
In der Soldatensprache wird die Erkennungsmarke in Deutschland auch Hundemarke, in Österreich Hundsmarke und in der Schweizer Armee Grabstein genannt.

## Geschichte

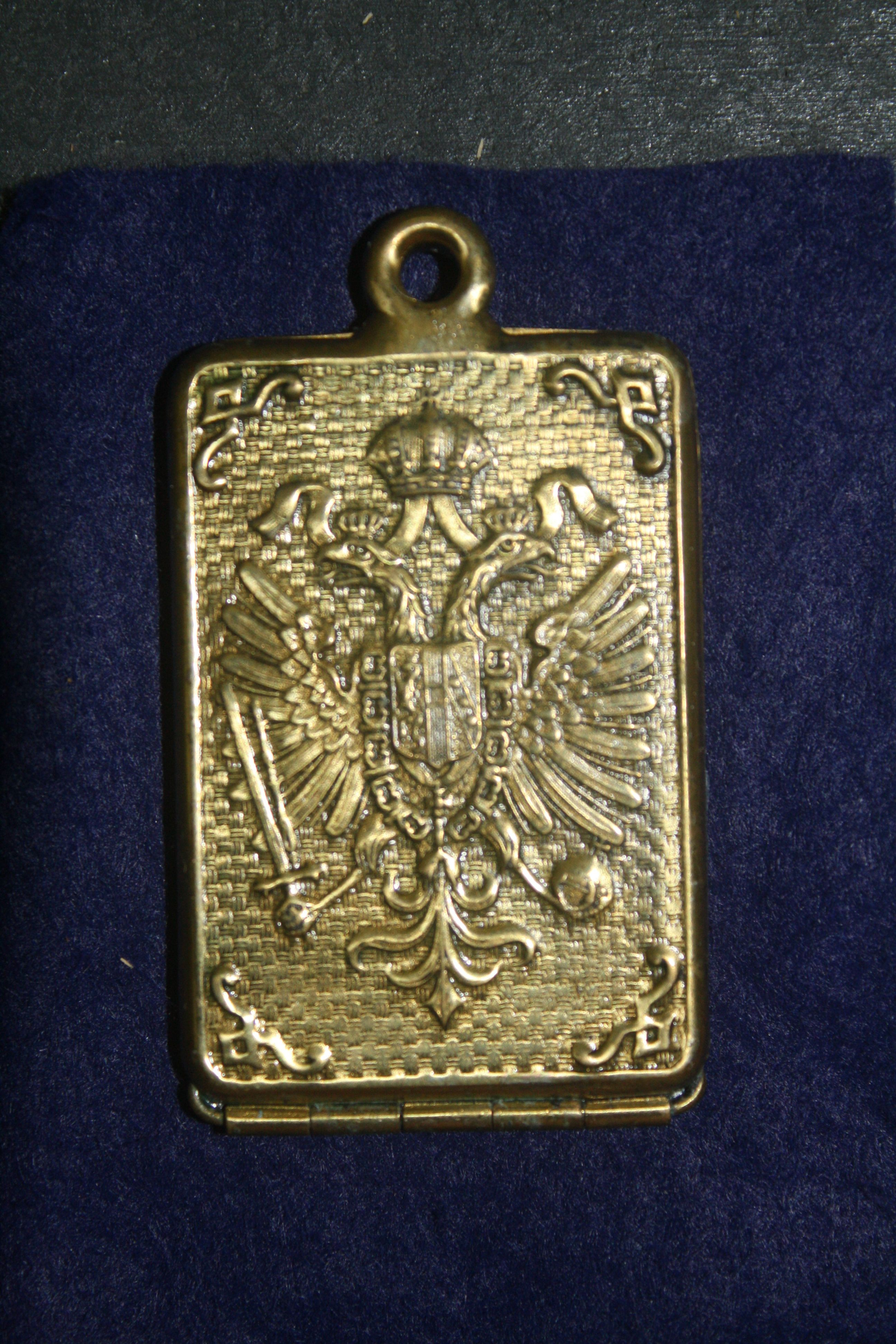
Legitimationsblattkapsel eines k.k. Soldaten
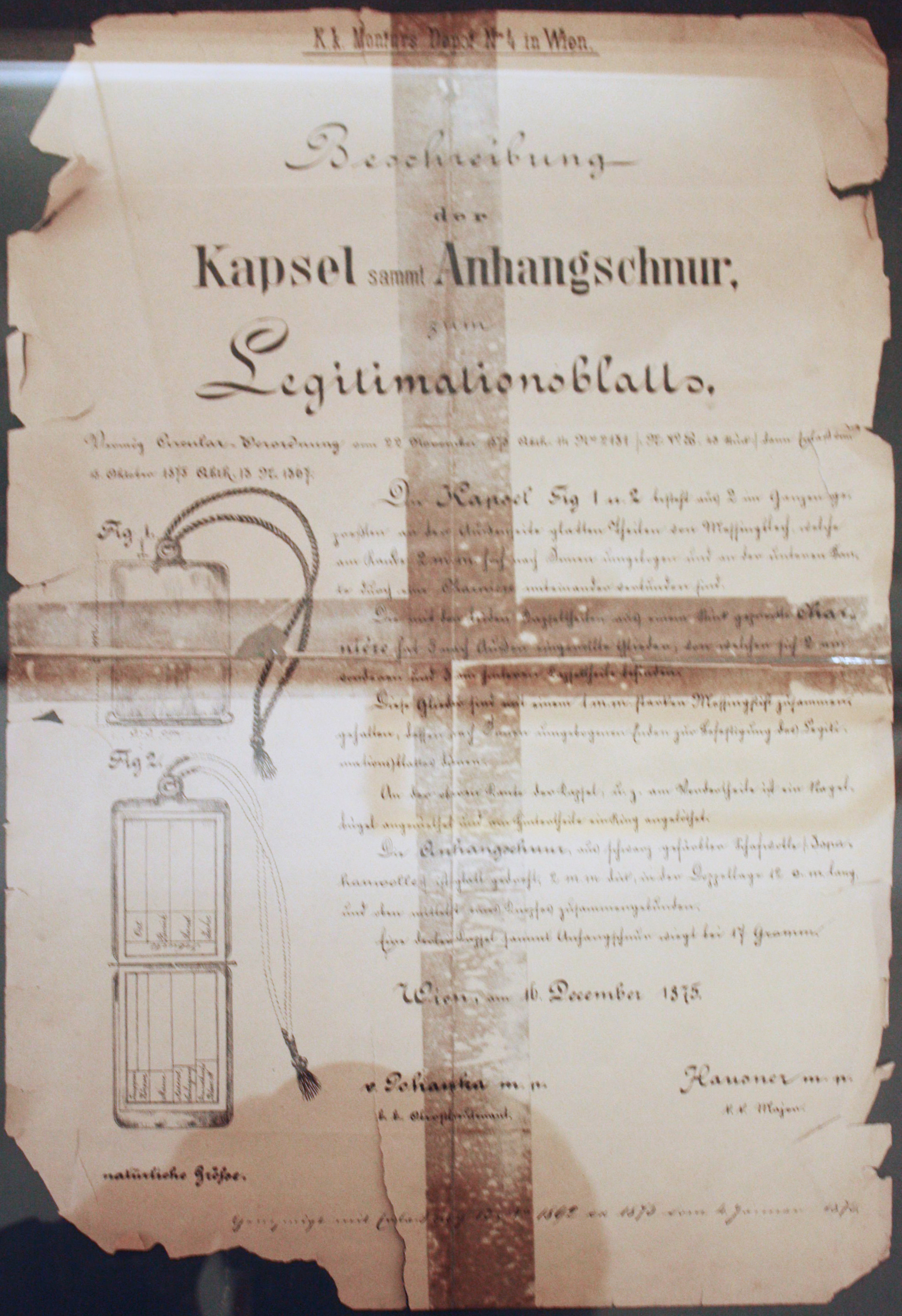
Beschreibung dazu

Römische Legionäre trugen eine Art Erkennungsmarke, genannt Signaculum, in einem Lederbeutel um den Hals.
Vom Amerikanischem Bürgerkrieg 1861–1865 ist bekannt, dass sich Unionssoldaten in der letzten Hälfte des Krieges vor zu erwartenden verlustreichen Schlachten Namenszettel an ihre Uniformen nähten, um nach einem möglichen Tod identifiziert werden zu können.
In Deutschland wurden Erkennungsmarken erstmals zu Beginn des Krieges 1870/71 vom preußischen König Wilhelm I. eingeführt. Der Erzählung nach soll der Vorschlag von einem Berliner Handwerker gekommen sein, der zu diesem Zeitpunkt mehrere Söhne beim Militär hatte. Anfänglich wurden zum Teil noch selbst gefertigte Marken getragen. Flächendeckend wurden Kennmarken jedoch erst im Ersten Weltkrieg, damals noch ohne Trennschlitz und mit vollem Namen, eingeführt. Die Erfahrungen auf den Schlachtfeldern des Ersten Weltkriegs, auf denen Soldaten oftmals bis zur Unkenntlichkeit verstümmelt wurden und/oder monatelang im Niemandsland nicht geborgen werden konnten, belegten die Notwendigkeit dieser Erkennungsmarken. Noch heute werden Überreste von Soldaten gefunden, die auf Grund ihrer Erkennungsmarke identifiziert werden können.
In Österreich-Ungarn wurden ab 1875 aufklappbare Kapseln, in denen sich das Legitimationsblatt mit den wesentlichen Daten des Soldaten befand, an einer Schnur getragen. 
Seit den 1920er Jahren wurden an den Marken Trennschlitze angebracht. An diesen kann die Marke mittig durch mehrfaches Vor- und Zurückbiegen ohne Werkzeug leicht geteilt werden. Die obere Hälfte verblieb bei dem Gefallenen, die untere ging erst an die Einheit, dann zur Wehrverwaltung. Beide Hälften sind identisch beschriftet, die obere besitzt in der Regel zwei Löcher, um ein Band hindurchzuführen und die Marke umzuhängen. Die untere besitzt ein „Sammelloch“, sodass die entsprechenden Markenhälften mehrerer Gefallener aufgereiht werden können.
Hergestellt waren die ersten Marken üblicherweise aus Aluminium oder Zink, in einigen Fällen auch aus rostfreiem Stahl.
In Österreich wurden vor der Einführung von den Soldaten eine Kapsel als Bestandteil der Adjustierung getragen, worin ein Legitimationsblatt wettergeschützt aufbewahrt wurde.

## Erkennungsmarken beim kaiserlichen deutschen Heer (1914–1918)
Erkennungsmarke des Garde-Regiments

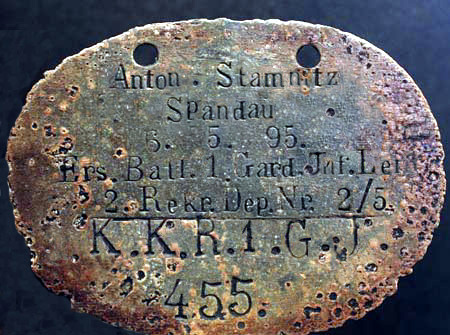
Erkennungsmarke des Garde-Regiments 1918

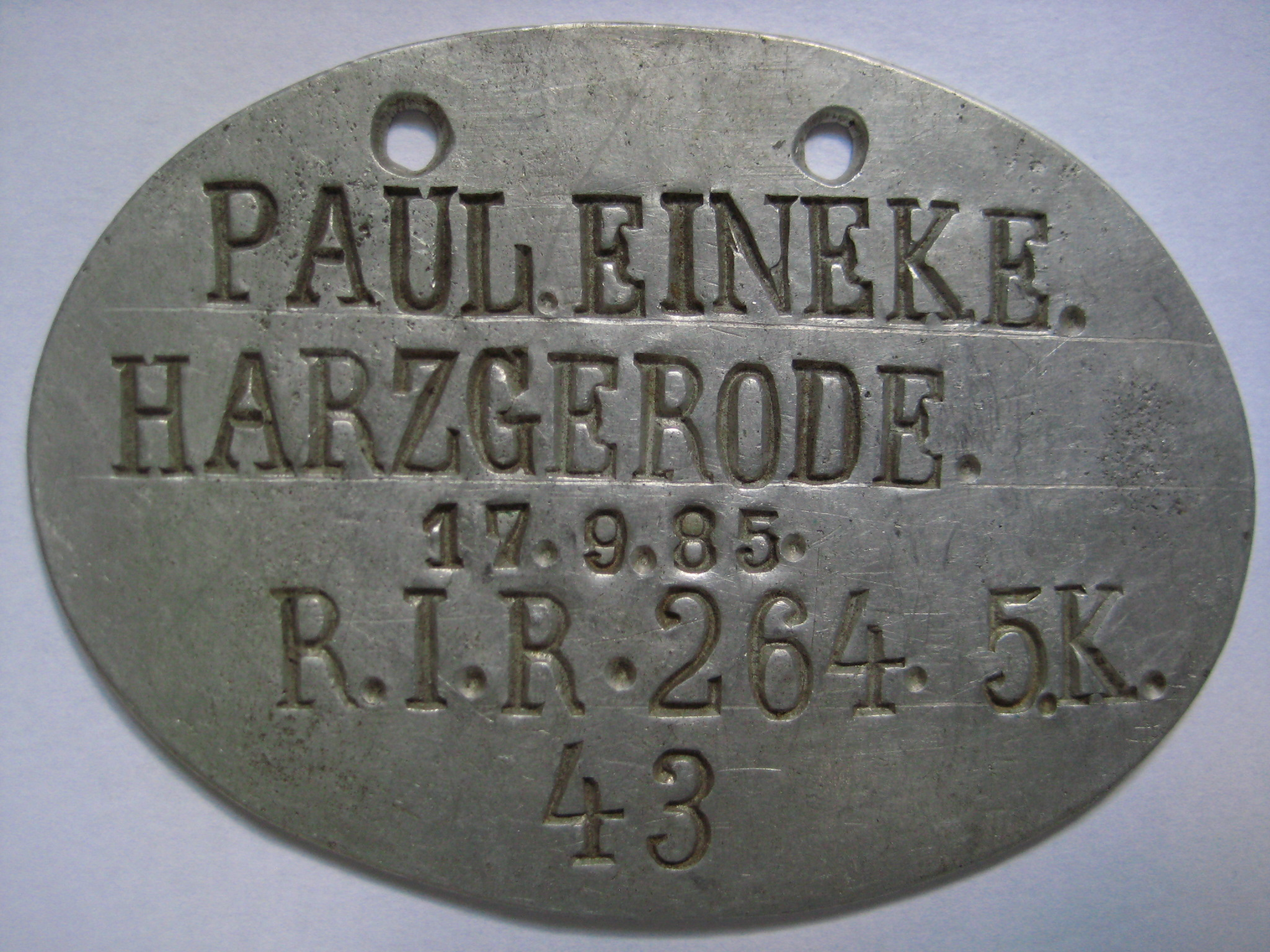
Erkennungsmarke des Deutschen Heeres (Reichsheer)

Die abgebildete Erkennungsmarke rechts wurde während des Ersten Weltkriegs an einen Soldaten des Ersten Garde-Regiments ausgegeben. Die Markierung „Anton Stamnitz. Spandau 6.5.95 Ers Batt.1 Gard. Jnf.Leib / K.K.R.1.G.J Nr.455“ bedeutet: „Name: Anton Stamnitz Geboren in Spandau Datum: 6. Mai 1895 im Kombinierten Kavallerie-Regiment der 1. Garde-Infanterie-Division Nr. 455“.
Erkennungsmarke des Heeres
Links eine Erkennungsmarke des Deutschen Heeres im Ersten Weltkrieg. Die Marke besteht aus Aluminium. Zum Schutz der Haut des Trägers steckte sie in einer Hülle aus weichem Leder.
Die Markierung bedeutet: Name, Geburtsort, Geburtsdatum und Einheit: Reserve-Infanterie-Regiment 264, 5. Kompanie.

## Erkennungsmarken bei der deutschen Wehrmacht

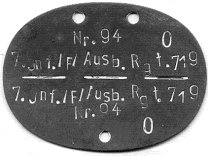
Erkennungsmarke der Wehrmacht

Die abgebildete Erkennungsmarke wurde während des Zweiten Weltkriegs an einen Soldaten der Wehrmacht ausgegeben. Die Markierung – 7. Jnf./F / Ausb. Rgt.719 – Nr. 94 0 bedeutet: 7. Kompanie Infanterie Feldausbildungsregiment 719 – Register Nr. 94 – Blutgruppe 0.
Einheiten, die einem erhöhten Risiko der Gefangennahme ausgesetzt waren, wie z. B. Grenzwacheinheiten oder auch Fallschirmjäger, oder bei denen generell bei Gefangennahme die Einheit verschleiert werden sollte, bekamen nur Nummern auf ihre Erkennungsmarke.
Vorgesehen war, dass jeder Soldat eine Marke zu tragen hatte. Ferner Angehörige des RAD (Reichsarbeitsdienst), des Nationalsozialistischen Kraftfahrkorps (NSKK), der Organisation Todt, der Polizei, Werksmitarbeiter in kriegswichtigen Betrieben, Volkssturm, Feuerwehr, Nachrichten- und Verwaltungspersonal, Technische Nothilfe und Kriegsgefangene. Ab Juli 1942 erhielt auch der Zollgrenzschutz Erkennungsmarken.

## Erkennungsmarke der Bundeswehr

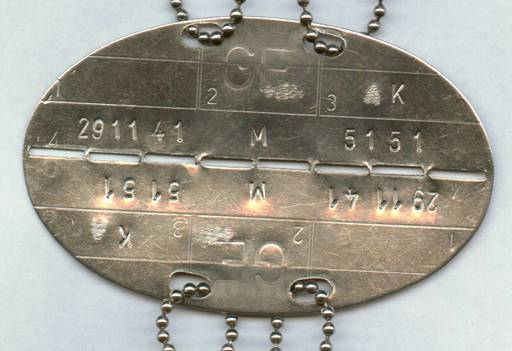
Erkennungsmarke der Bundeswehr von 1961 (PK noch ohne Prüfziffer)

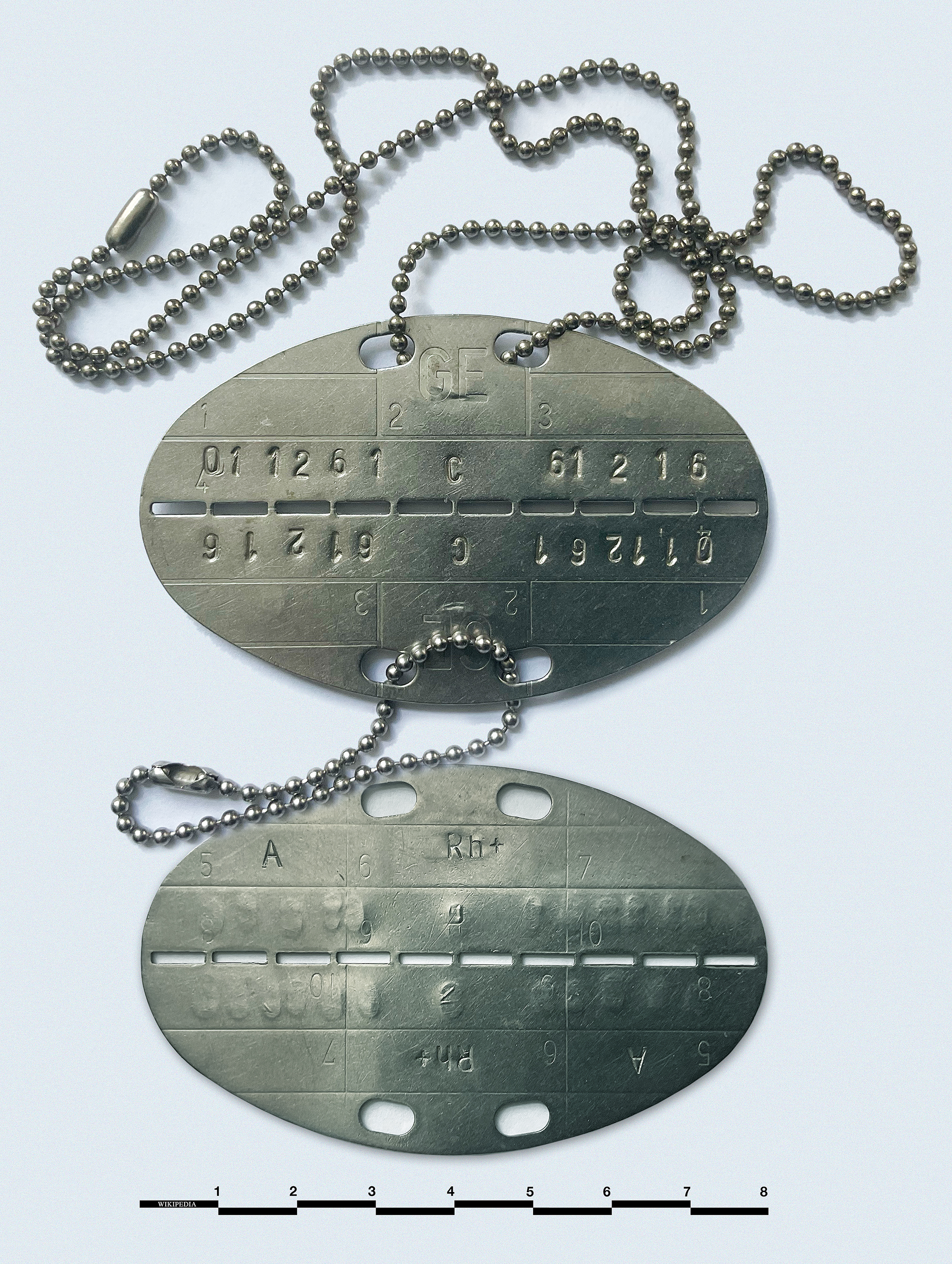
Vorder- (oben) und Rückseite einer Erkennungsmarke der Bundeswehr von 1983.

Die Erkennungsmarken der Bundeswehr sind oval, mit einer Höhe von 50,3 mm und einer Breite von 80 mm, sowie einer Sollbruchstelle zum Teilen der Marke. Die Marken sind beidseitig beschriftet und
alle Daten doppeln sich auf Ober- und Unterseite. Getragen wird die BW-Erkennungsmarke (wie auch die US-Marke) um den Hals an einer 60 cm bis 70 cm langen Kugelkette aus rostfreiem Edelstahl. An der Unterseite befindet sich eine zweite, etwa 8 cm bis 10 cm lange Kette. Während der obere Teil (an der langen Kette) im Todesfall beim Leichnam (mil. Gefallenen) verbleibt, wird der untere für verwaltungsinterne Vorgänge abgenommen.
Zitat ZDv (und Der Reibert): Das Tragen während der Dienstzeit an der Metallkette um den Hals ist Pflicht. Das Mitführen auf außerdienstlichen Reisen in das Ausland ist verboten. Nach Beendigung der Dienstzeit ist die Erkennungsmarke wie auch der Truppenausweis zurückzugeben.
Truppenintern (zumindest in den 1980er Jahren) wurde die Marke auf Grund ihrer Form auch oft „Erkennungs-Ei“ genannt. Im süddeutschen Raum (Bayern) war auch die Bezeichnung „Jenseits-Taferl“ verbreitet.
| Feldnr. | Position | Bedeutung           | Hinweise |
| ------- | -------- | ------------------- | --- |
| 1       | vorne    | –                   | |
| 2       | vorne    | Staatsangehörigkeit | DEU für Deutschland In älteren Erkennungsmarken war bis 2007 GE für Germany gestanzt. Diese Erkennungsmarke sind nicht mehr zulässig und wurden ausgetauscht, da Verwechslungsgefahr mit Georgien bestand. |
| 3       | vorne    | Religion            | Hier wurde (unabhängig von der Religionszugehörigkeit) bis 2011 die betreuende Militärseelsorge eingetragen. Zur Auswahl standen: - E = evangelische Militärseelsorge - K = katholische Militärseelsorge (römisch-katholisch) Für weitere Religionsgemeinschaften, die in der Bundeswehr nicht über eine eigene Militärseelsorge verfügen, konnte wahlweise die „betreuende Militärseelsorge“ (E oder K) eingetragen werden. Außerdem konnte auf Wunsch des Soldaten die eigene Religionsgemeinschaft gem. folgendem Schlüssel vermerkt werden. - O = christlich-orthodoxe Religionsgemeinschaften - ISL = islamische Religionsgemeinschaften - JD = jüdische Religionsgemeinschaften Für Soldaten, die keiner Religionsgemeinschaft angehören oder auf eigenen Wunsch blieb das Feld frei (keine Striche oder sonstige Entwertungen des Feldes). Seit 2011 wird grundsätzlich keine Religionszugehörigkeit auf der Erkennungsmarke eingetragen. Dies geschieht zur NATO-weiten Vereinheitlichung der auf der Erkennungsmarke enthaltenen Informationen. Alte Erkennungsmarken behalten ihre Gültigkeit, sofern die Eintragung im Feld 2 korrekt ist. Auf Wunsch des Soldaten kann aber ein Tausch erfolgen (z. B. nach Austritt aus der Kirche). Ein genereller Austausch aller Erkennungsmarken ist aus Kostengründen nicht vorgesehen. |
| 4       | vorne    | Personenkennziffer  | Das Feld enthält die Personenkennziffer, die sich wie folgt zusammensetzt: - Geburtsdatum (sechsstellig im Format TTMMJJ) - Anfangsbuchstabe des Nachnamens zum Zeitpunkt der Wehrerfassung - Kennziffer des (ehem.) Kreiswehrersatzamtes (dreistellig) - laufende Nummer (einstellig) - Prüfziffer (einstellig) |
| 5       | hinten   | Blutgruppe          | A, B, AB oder 0 |
| 6       | hinten   | Rhesusfaktor        | Rh+ oder rh- |
| 7       | hinten   | –                   | |
| 8       | hinten   | –                   | |
| 9       | hinten   | –                   | |
| 10      | hinten   | –                   | |

Die Felder 1 und 7 bis 10 werden nur nach Anweisung durch das Bundesministerium der Verteidigung belegt. Das Feld 3 bleibt seit 2011 frei.

## Erkennungsmarke der Nationalen Volksarmee (NVA) der Deutschen Demokratischen Republik (DDR)
Auf der Erkennungsmarke der NVA steht auf der Vorderseite neben dem Länderkennzeichen „DDR“ die Personenkennzahl des Armeeangehörigen. Auf der Rückseite ist die Blutgruppe vermerkt.
Die Personenkennzahl setzt sich zusammen aus dem Geburtsdatum (TTMMJJ), dem Geschlecht (in diesem Fall 4 für männlich) und der lebenslangen Personennummer.

Erkennungsmarke der NVA
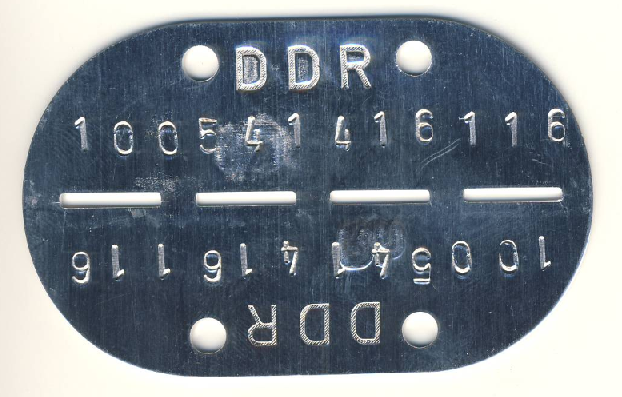
Vorderseite
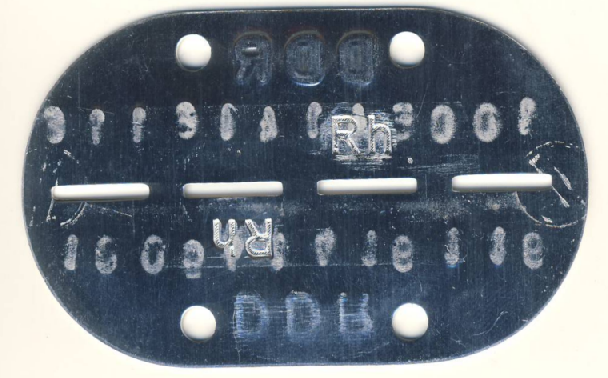
Rückseite

## Erkennungsmarken beim Österreichischen Bundesheer

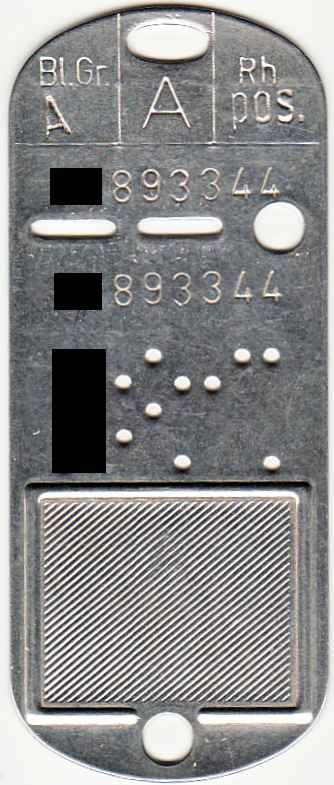
Erkennungsmarke des österreichischen Bundesheeres (bis 1970er Jahre)

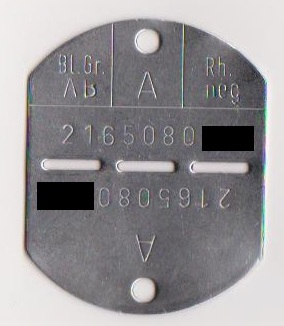
Heutige Erkennungsmarke des österreichischen Bundesheeres

Beim österreichischen Bundesheer wurden bis in die 1970er Jahre links nebenstehende Erkennungsmarken ausgegeben.
Auf dem oberen Teil ist wie bei anderen Staaten das Länderkennzeichen, in dem Fall das „A“, eingeprägt. Sonst beinhaltet sie nur die Blutgruppe und den Rhesusfaktor. Eine Truppeneinheit ist nicht vermerkt, da die Marke auch bei Versetzungen innerhalb des Bundesheeres weiterhin ihre Gültigkeit behält.
Die Erkennungsmarkennummer ist auf beide Hälften geprägt. Die Erkennungsmarkennummer setzt sich aus mehreren Kennungen zusammen, wobei ein Teil davon das Bundesland des Hauptwohnsitzes zum Zeitpunkt der Einberufung enthält.
Der untere Teil, der wie bei anderen abknickbar ist, weist eine Fläche mit einer zusätzlichen Bohrung auf, auf der im Ernstfall Filmdosimeter aufgesteckt werden konnten. Durch die Löcher, die die Nummer codiert darstellen, konnte man mittels einer Nadel diese Nummer auch auf die Dosimeter übertragen.
| 1             | 2 | 3 | 4 | 5 | 6 | 7 | 8 | 9 | 0 |
| ------------- | - | - | - | - | - | - | - | - | - |
|               |   |   | x |   |   | x |   | x | x |
|               |   | x |   |   | x | x | x |   |   |
|               | x |   |   | x | x |   |   | x |   |
| x             |   |   |   | x |   |   | x |   | x |
| Länderkennung |   |   |   |   |   |   |   |   |   |

Die Nachfolger dieser Marken sind oval und haben die Möglichkeit des Dosimeters nicht mehr.

## Erkennungsmarke der Streitkräfte der Vereinigten Staaten

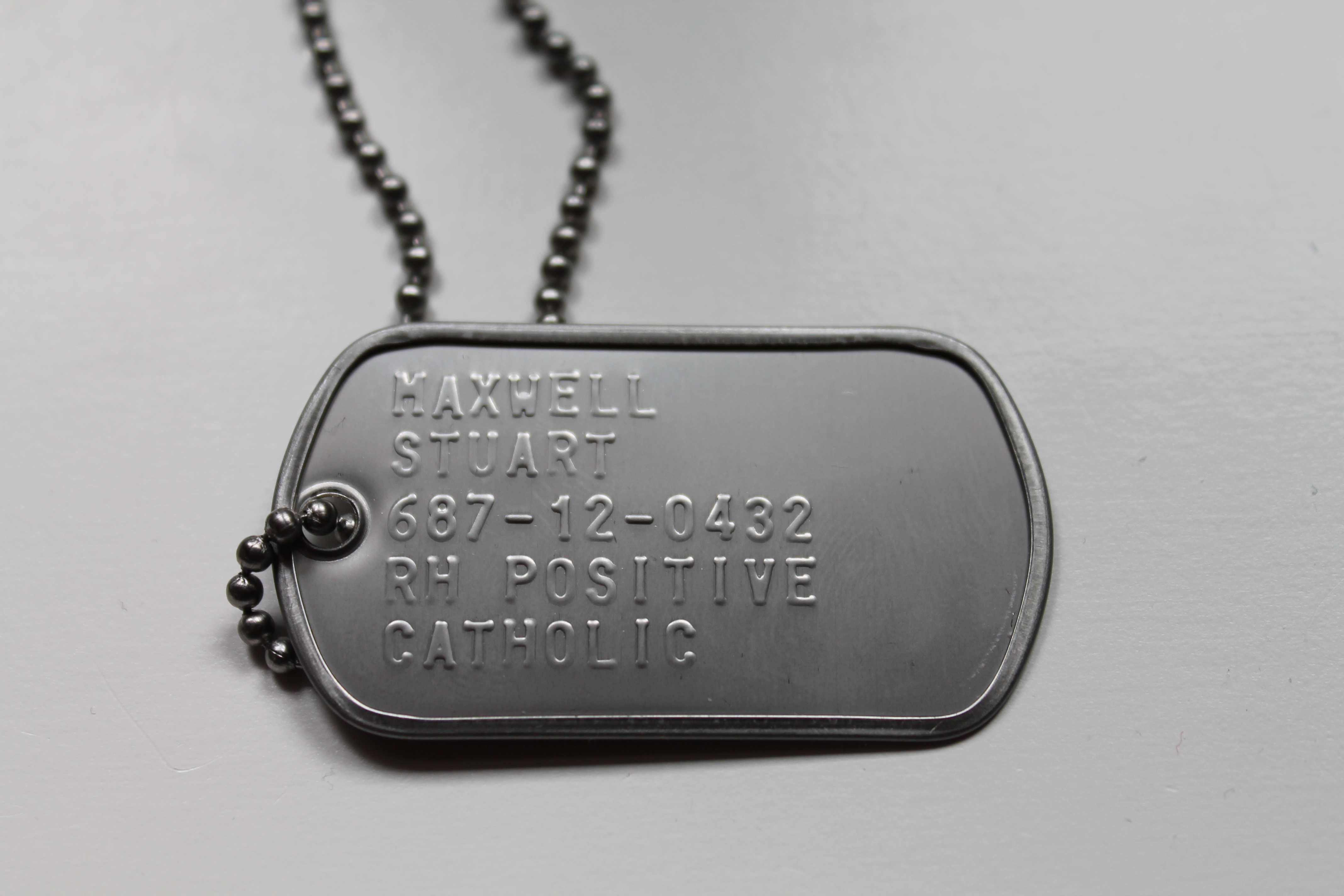
Nachname, Vorname, Sozialversicherungsnummer, Blutgruppe, Religion

Die Erkennungsmarke der Streitkräfte der Vereinigten Staaten unterscheidet sich im Aufbau etwas von den in Europa gebräuchlichen Marken, erfüllt aber den gleichen Zweck. Sie dient zur eindeutigen Identifizierung von im Einsatz gefallenen Soldaten. Im Gegensatz zu beispielsweise den deutschen Erkennungsmarken (umgangssprachlich auch als „Hundemarke“ bezeichnet), besteht diese Marke aus zwei Teilen.

### Form und Größe der US-Erkennungsmarke
Die eigentliche Marke ist rechteckig und hat in etwa die Größe einer Streichholzschachtel (ca. 5 cm × 2,8 cm) und ist 4,5 Gramm schwer. Die beiden kurzen Seiten sind leicht nach außen gewölbt. An einer der beiden kurzen Seiten befindet sich ein Loch für die Kette, mit der die Erkennungsmarke getragen wird. Als Material wird rostfreier Stahl mit einem Kohlenstoffanteil von bis zu 0,08 % verwendet. Dadurch werden die Marken extrem widerstandsfähig gegen Witterung, Chemikalien oder Hitze. Die Oberfläche der Marken ist nicht poliert, um im Einsatz eventuelle Reflexionen durch Sonnenlicht oder Lampen zu verringern.
Auf der Marke sind die wichtigsten Informationen zum Inhaber eingeprägt. Die Schrift ist dabei leicht erhaben, um eine bessere Erkennbarkeit zu gewährleisten. Außerdem können so keine Fremdkörper in die Vertiefungen einer Tiefprägung eindringen. In der Regel besteht ein Datensatz aus fünf Zeilen. Enthalten sind Name und Vorname des Soldaten, seine Sozialversicherungsnummer, die Blutgruppe sowie die Religion. Angaben zum Geburtstag, der Größe der Gasmaske und zur letzten Tetanusimpfung gehörten in der Vergangenheit auch zum Datensatz, wurden aber inzwischen gestrichen.

### Dog-Tag-Kette – Befestigung der US-Erkennungsmarke
Getragen wird die Erkennungsmarke um den Hals an einer 60 cm bis 70 cm langen Kugelkette aus rostfreiem Edelstahl. An der Kette befindet sich neben einer Erkennungsmarke auch eine zweite, etwa 8 cm bis 10 cm lange Kette, an der eine zweite gleiche Marke hängt. Während die Marke an der langen Kette im Todesfall beim Leichnam verbleibt, wird die zweite Marke für verwaltungsinterne Vorgänge abgenommen. Damit beide Erkennungsmarken beim Einsatz nicht gegeneinander schlagen und so verräterische Geräusche verursachen, können sie noch mit sogenannten Silencern versehen werden. Das sind kleine Gummilippen, die über die Ränder der Marke gestülpt werden.

### US-Erkennungsmarken in Deutschland
Diese Erkennungsmarken existieren in ihrer heutigen Form nahezu unverändert bereits seit 1916. Während sie in den USA zur Ausrüstung bei der Army, der Navy und den Marines gehören, werden sie in Deutschland vorwiegend als Modeschmuck getragen. Mit den entsprechenden Informationen versehen, können solche Marken im Notfall aber auch hierzulande durchaus hilfreich sein. Daher finden sich individuell geprägte Marken auch bei chronisch Kranken (Diabetes, Allergie), bei Besitzern von Herzschrittmachern oder HIV-Patienten.

## Andere Erkennungsmarken

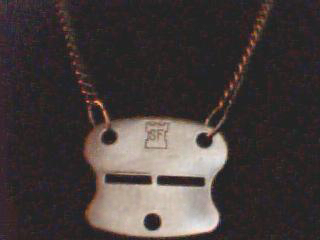
Finnische Erkennungsmarke
Polnische Erkennungsmarken von Opfern des Massenmordes von Katyn, in deren Massengräbern in Charkiw gefunden
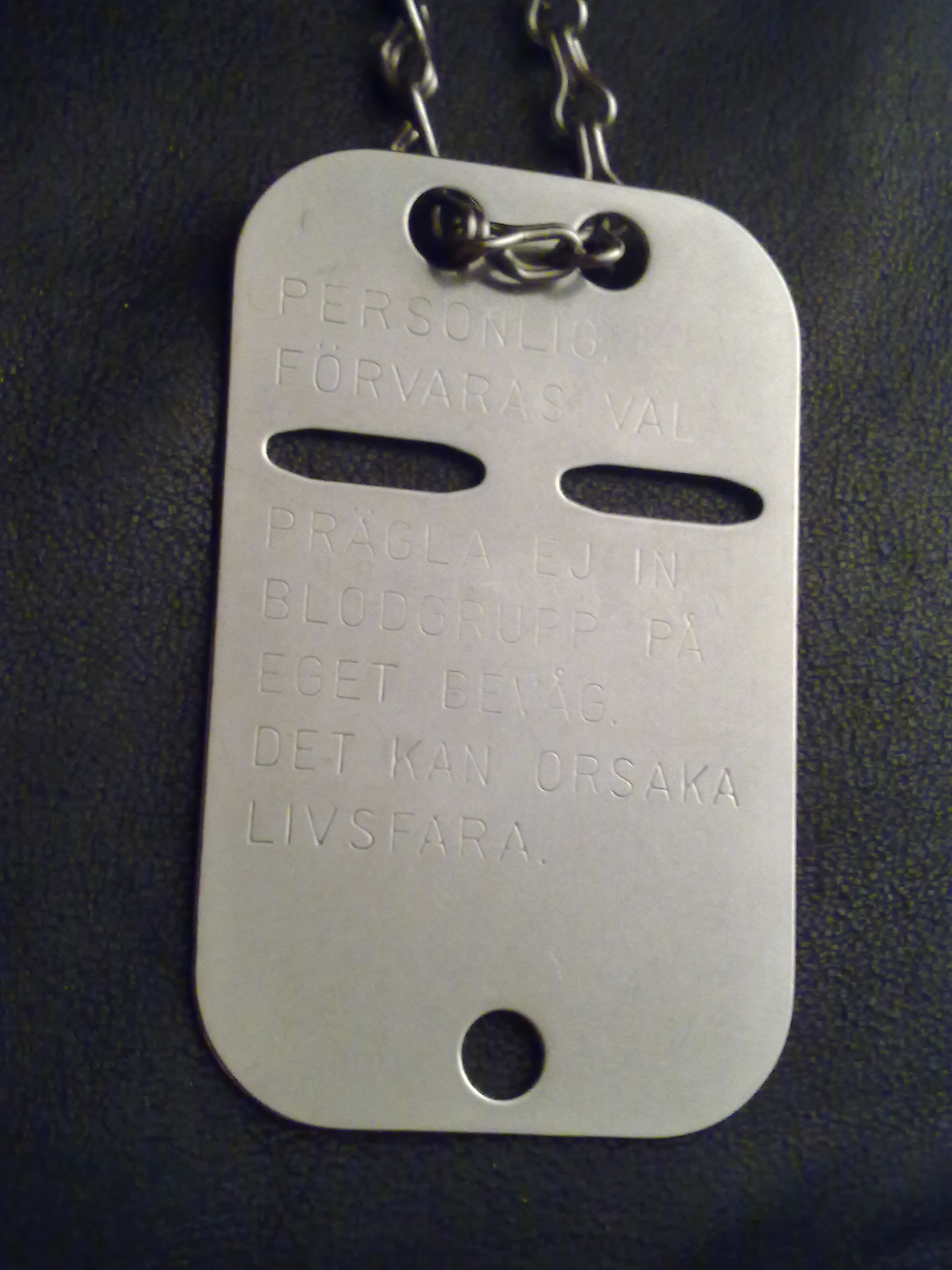
Vorderseite einer Marke des schwedischen Militärs
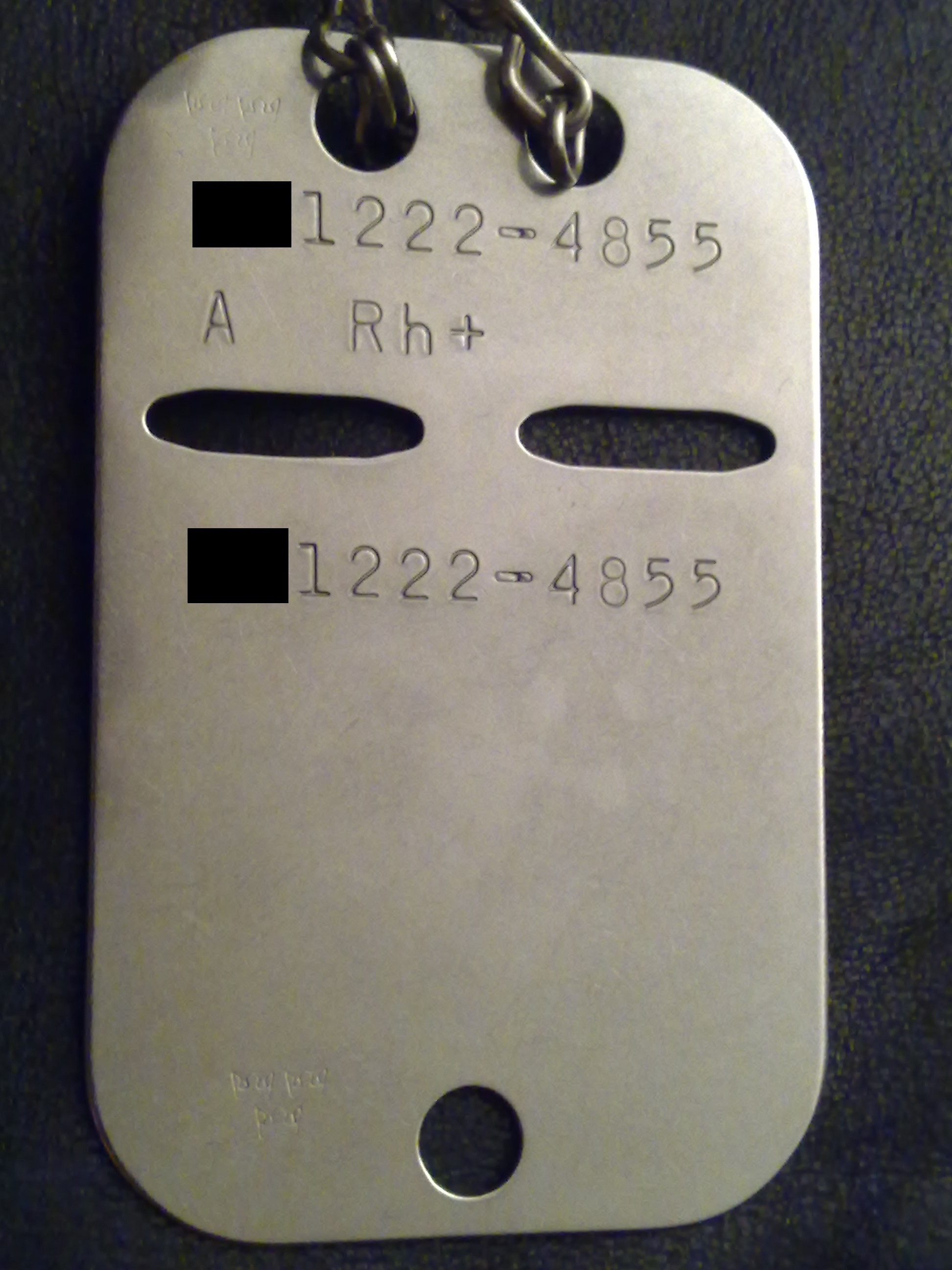
Rückseite einer Marke des schwedischen Militärs
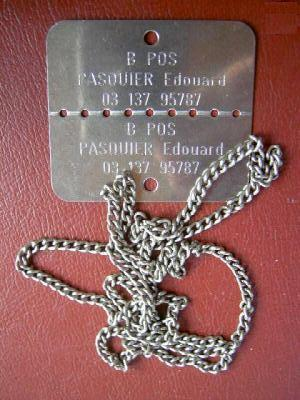
Erkennungsmarke eines Fremdenlegionärs

- Einige Streitkräfte verwenden auch zwei kleine Marken an einer Kette, statt einer teilbaren Marke; z. B. die US-Streitkräfte und die Schweizer Armee (im Ausbildungsdienst wird nur eine Marke getragen).
- Erkennungsmarken werden auch in diversen Musikszenen getragen, wie in der Rock- und Metalszene, in der Reggae/Ska-Szene, aber auch in der Hip-Hop-Szene.